# Michael Perham

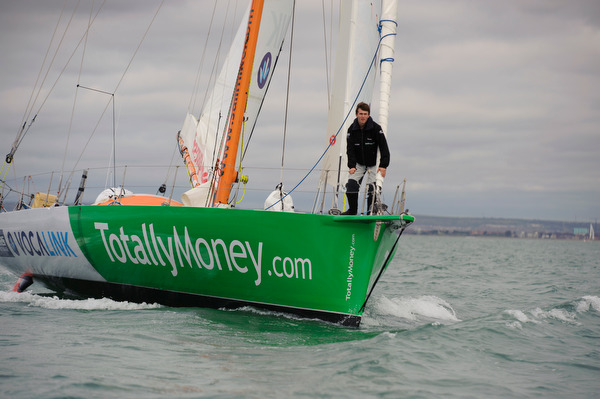
Michael Perham op 15 november 2008 ten tijde van het vertrek voor zijn wereldreis

Michael (Mike) Perham (Potters Bar (Hertfordshire), 16 maart 1992) is een Britse zeezeiler. Hij is de jongste zeezeiler die solo de Atlantische Oceaan is overgestoken en was de jongste die solo rond de wereld zeilde.
De reis over de Atlantische Oceaan maakte hij van Gibraltar naar Antigua, tussen 18 november 2006 en 3 januari 2007 in zijn 8,5 meter lange Cheeky Monkey. Hij maakte twee reparatie-tussenstops op de Canarische Eilanden en Kaapverdië. Zijn vader maakte de oversteek tegelijkertijd met hem, zij het op enige afstand in een aparte boot. Ze hielden contact via radio en satelliettelefoon. Perhams wereldrecord is in het Guinness Book of Records opgenomen.
Op 15 november 2008 vertrok Perham uit Portsmouth voor een solozeiltocht rond de wereld, die hij voltooide op 27 augustus 2009 aan Engelse kust bij Lizard Point in Cornwall. Perham versloeg met zijn record dat van Zac Sunderland, dat slechts zes weken eerder was gevestigd. In januari 2012 werd het record door Laura Dekker overgenomen.